# Heike Thiele
Heike Thiele (* 1962 in Leipzig) ist eine deutsche Diplomatin. Sie ist seit 2023 Ständige Vertreterin der Bundesrepublik Deutschland beim Europarat. Von 2004 bis 2008 war sie Botschafterin der Bundesrepublik Deutschland in Niger.

## Werdegang
Thiele legte 1980 in Leipzig das Abitur ab. Anschließend studierte sie von 1980 bis 1985 Arabistik an der Universität Leipzig; sie schloss das Studium mit dem Diplom ab. Von 1985 bis 1992 war sie in den Tätigkeitsfeldern Sprachendienst, Öffentlichkeitsarbeit und Besucherbetreuung beschäftigt. Von 1992 bis 1994 besuchte sie die Akademie Auswärtiger Dienst. Von 1995 bis 1998 war sie an der Deutschen Botschaft Kinshasa in der Demokratischen Republik Kongo tätig. Von März bis Juni 1993 war sie kurzzeitig an der Deutschen Botschaft Brazzaville in der Republik Kongo tätig. Von 1998 bis 2001 war sie an der Deutschen Botschaft Sanaa im Jemen beschäftigt. Von 2001 bis 2004 war sie Referentin in der Kultur- und der Wirtschaftsabteilung im Auswärtigen Amt.
Von 2004 bis 2008 war Thiele außerordentliche und bevollmächtigte Botschafterin an der Deutschen Botschaft Niamey (Niger). Von 2008 bis 2009 absolvierte sie den Executive Master-Studiengang Public Management an der Hertie School. Von 2009 bis 2012 war sie Leiterin Fortbildung im Auswärtigen Amt. Von 2012 bis 2014 war sie an der Deutschen Botschaft Caracas (Venezuela) tätig. Von 2014 bis 2017 war sie Leiterin des Referats „Auslandskommunikation, Deutschlandbild im Ausland“ im Auswärtigen Amt. Von 2017 bis 2019 war sie Leiterin des Kompetenzzentrums Führung im Auswärtigen Amt. Von 2019 bis 2023 war sie Beauftragte für Krisenprävention und Stabilisierung im Auswärtigen Amt.
2023 wurde Thiele Leiterin der Ständigen Vertretung der Bundesrepublik Deutschland beim Europarat in Straßburg im Rang einer Botschafterin. Zugleich leitet sie das deutsche Generalkonsulat in Straßburg.